# Monologo
Un monologo, dal greco monológos (composto di μόνος, mónos, "solo", "unico", e λόγος, lógos, "discorso"), è un discorso, espresso a voce, o narrato nella mente, di una singola persona e diretto a un'altra persona o a un pubblico. Il monologo si differenzia dal soliloquio perché, in quest'ultimo, colui che parla indirizza le sue parole a sé stesso (o, in ambito teatrale, a un pubblico), senza la presenza di un destinatario a cui rivolgere direttamente le parole.
Il monologo, quindi non dialogo, è un discorso compiuto da una sola persona che interpreta più personaggi (nel modo di fare, nelle voci, ...).

## Nel teatro
In ambito teatrale, spesso il termine viene utilizzato anche per lunghe battute teatrali in cui l'attore - a differenza del monologo puro - si rivolge a interlocutori presenti sulla scena o collocati immediatamente fuori di essa: tali lunghe battute sono, in realtà, dei soliloqui, non dei monologhi.
Il celebre  Essere o non essere nell'Amleto di William Shakespeare è un soliloquio, mentre i dialoghi di Eduardo De Filippo con il professore sul set di Questi fantasmi sono monologhi. Lunghi monologhi possono costituire composizioni sceniche complete, che prevedono diversi gradi di partecipazione del pubblico, come Novecento di Alessandro Baricco, o il Mistero Buffo di Dario Fo.

### Funzioni
Talvolta un monologo può essere un prologo o un epilogo, quando l'attore si ritrova da solo a recitare, all'apertura o alla conclusione della messa in scena, con intento esplicativo. In alcuni casi la funzione introduttiva o conclusiva di tali monologhi è esplicitata, come nel caso in cui l'attore impersona direttamente un personaggio che ha funzione narrativa, chiamato direttamente Prologo, come nelle commedie di Pietro Aretino. In altri casi la funzione è implicita alla scena, ad esempio quando, nel Riccardo III, è egli stesso un personaggio della storia, che introduce lo spettatore nelle vicende, con esplicazione degli antecedenti e dichiarazione degli intenti futuri.
In altri casi un testo recitato da un solo attore ha diverse valenze, come nel caso del soliloquio finale di Puck nel Sogno di una notte di mezza estate, che chiama in causa sia il suo personaggio di folletto, sia la figura dell'attore, che dà corpo all'ombra del personaggio, sia la visione del teatro come sogno.
Il monologo rientra nella categoria delle convenzioni teatrali, ossia dei "trucchi" realizzati dal drammaturgo per rendere partecipe lo spettatore di un evento che non ha visto rappresentato (ad esempio un episodio avvenuto nel passato di uno dei personaggi o il resoconto di una morte avvenuta fuori scena) o ancora per esplicitare i pensieri interiori di un personaggio (riflessioni su un avvenimento): in molti casi, quindi, ha funzione didascalico-narrativa o illustrativa di episodi extradiegetici. Ciò che lo rende un artificio scenico è dunque il carattere di estraneità alle convenzioni dialogiche della realtà sensibile, dove difficilmente si potrebbe esporre un argomento interiore a voce alta, se fossimo sicuri di non essere ascoltati.
Proprio per il suo carattere di innaturalezza, il monologo venne quasi totalmente soppresso nei testi esemplificativi del teatro borghese, che tendeva a restituire in scena la dimensione della realtà sensibile: Čechov lo reintrodusse, forzando i caratteri propri del naturalismo borghese, per sottolineare il tumulto interiore dei suoi personaggi.
Sempre l'innaturalezza dello stesso lo porta spesso a essere definito "soliloquio", ossia il pensare ad alta voce rivolgendosi a un pubblico immaginario: il monologo ha invece una funzione di reale agente della vicenda narrata quando un altro partecipante alla scena, nascosto da colui che lo sta agendo, lo ascolta. In questo caso, il monologo perde la caratteristica dell'attore solo in scena ma ha la funzione drammatica ben precisa di fungere da veicolo di informazione per gli altri personaggi del dramma.

## Nel cinema
Nel cinema il monologo può avere funzioni differenti: se la voce recitante agisce fuori campo può essere da supporto all'immagine filmica, alla quale spesso detrae la sua funzione narrativa. Al contrario, può essere utilizzato anche come supporto della stessa o servire per giustificare un'ellissi temporale. Rientra, di norma, nel carattere della naturalezza, quando il personaggio parla tra sé a voce alta, in funzione della necessità di rappresentazione. Molto frequente, nel caso di trasposizioni cinematografiche di opere teatrali, è la trasformazione del monologo in voce fuori campo, come nel caso del film Hamlet 2000 di Michael Almereyda, in cui il monologo dell'Amleto si trasforma da voce fuori campo a voce recitante da parte del protagonista, mescolando quindi le diverse tecniche di rappresentazione cinematografica del monologo.